# Montauban-de-Bretagne
Montauban-de-Bretagne ist eine französische Gemeinde mit 6.574 Einwohnern (Stand 1. Januar 2022) im Département Ille-et-Vilaine in der Region Bretagne. Sie gehört zum Arrondissement Rennes und zum Kanton Montauban-de-Bretagne.
Sie entstand als namensgleiche Commune nouvelle mit Wirkung vom 1. Januar 2019 durch die Zusammenlegung der bisherigen Gemeinden Montauban-de-Bretagne und Saint-M’Hervon, die in der neuen Gemeinde den Status einer Commune déléguée haben. Der Verwaltungssitz befindet sich in Montauban-de-Bretagne.

## Gliederung
| Ortsteil                                  | ehemaliger INSEE-Code | Fläche (km²) | Einwohnerzahl zum 1. Januar 2022 |
| ----------------------------------------- | --------------------- | ------------ | -------------------------------- |
| Montauban-de-Bretagne (Verwaltungssitz)00 | 35184                 | 42,96        | 5.932                            |
| Saint-M’Hervon                            | 35301                 | 02,46        | .0642                            |

## Geographie
Die Gemeinde liegt rund 30 Kilometer nordwestlich von Rennes und wird vom Fluss Garun durchquert. Sie wird auch von der Bahnstrecke Paris–Brest und  der Route nationale 12 tangiert, die beide Rennes und Brest (Finistère) miteinander verbinden. Im Gemeindegebiet befindet sich das Naturreservat Forêt domaniale de Montauban.
Nachbargemeinden sind Médréac und Landujan im Norden, La Chapelle du Lou du Lac im Nordosten und Osten, Bédée und Iffendic im Südosten, Saint-Uniac im Süden, Boisgervilly im Südwesten, Saint-Onen-la-Chapelle und Le Crouais im Westen und Quédillac im Nordwesten.

## Verkehr
Montauban liegt an der Bahnstrecke Paris–Brest und wird im Regionalverkehr mit TER-Zügen bedient.

## Gemeindepartnerschaften
- Bischberg, Deutschland
- Mosina, Polen